# Магнетокеровані логічні мікросхеми
Магнетокеро́вані логі́чні мікросхе́ми, використовуються в пристроях найрізноманітнішого призначення. В наш час[коли?] найширше поширення отримали універсальні магнітні давачі положення і переміщення. Конструкція давачів може бути різною, але вони завжди містять перетворювач магнітного поля і магнітну систему, розімкнену або замкнуту. Магнетна система може бути складовою частиною давача може включати і ті або інші елементи контрольованого об'єкта. Найпростіший давач складається з магнітокерованої мікросхеми (МКМС) і постійного магніту, укріпленого на рухомій ланці контрольованого об'єкта. При зближенні магніту і МКМС на деяку відстань індукція магнітного поля стає достатньою для спрацювання мікросхеми. Віддалення магніту приводить до її перемикання в початковий стан.
При розробці давачів враховують відомі закономірності дії магнітного поля, характеристики постійних магнітів, а також вплив елементів конструкції на параметри давачів. Магнетні давачі застосовують в безконтактній клавіатурі вентильних електродвигунах, автоматичних пристроях захисту мережі, електронних реле і запобіжниках, вимірювачах частоти і напряму обертання валу, перетворювачах кута повороту, системах промислової, автомобільної і побутової автоматики автостопах магнітофонів і електропрогравачів і т. д. Подібні давачі з циліндровою шторкою, що обертається, використовуються в безконтактних переривачах електронної системи запалення автомобілів. Такий переривач має високу надійність роботи і довговічність.
Якщо на шторці розташувати декілька рядів вікон в порядку, відповідному коду Грея, то з використанням відповідної кількості МКМС й магнітів можна реалізувати 5—9 розрядний давач лінійного переміщення чи давач «частота обертання—код». На відміну від світлового давач магнітний не вимагає складної оптичної системи, надійніший та економічніший.

## Застосування
На базі магнітного давача можуть бути виконані цікаві електромеханічні замкові пристрої. На циліндровій личині замка укріплюють магніт, так щоб при її повороті ключем магніт наблизився до укріпленої поряд МКМС. Електронний вузол, що сприймає сигнал від мікросхеми, виконує необхідні перемикання. Автомобільні замки запалення, що працюють на такому принципі, відрізняються зручністю і високою надійністю.
Широке застосування отримало використовування МКМС як давачів положення ротора вентильних (безколекторних) електродвигунів.
Частіше за все задавач положення ротора є нерухомим кільцем з немагнітного матеріалу на якому рівномірно по колу встановлені 2, 3 або 4 МКМС (залежно від кількості секцій обмотки збудження). Мікросхеми потрапляють в зазори що обертається разом з валом системи керувальних магнітів. Ротором електродвигуна служить багатополюсний постійний магніт, а багатосекційна обмотка збудження грає роль статора. Обертаюче магнітне поле обмоток збудження формується безконтактним комутатором за командами давача положення ротора. При цьому одна мікросхема керує, як правило, однією з секцій обмотки збудження. Використовування МКМС в давачі положення ротора забезпечує можливість керування частотою обертання вентильних електродвигунів в дуже широких межах — від декількох обертів на хвилину до 60 000. Такі двигуни вельми перспективні для прямого приводу електропрогравачів і магнітофонів, оскільки володіють великим терміном служби (до 10000 ч), компактні і безшумні; їхній ККД досягає 70%.
Із застосуванням МКМС створені безконтактні електронні реле. Магнітна система й обмотка такого реле принципово такі ж, як і у звичайного електромагнітного, але якір і пов'язані з ним контакти відсутні. Їх замінюють мікросхема, встановлена в зазорі магнітопроводу, і транзисторний підсилювач струму. Виконавчий вузол реле, виконаний на могутніх транзисторах або тиристорах, може бути розрахований на великий комутований струм (або напругу). При цьому розміри реле залишаються відносно невеликими.
Аналогічні пристрої можуть бути використані для електронного захисту кіл живлення апаратури від перевантаження і замикань.
При необхідності захисту сильнострумних кіл (до 1000 А), навкруги дроту контрольованого кола розташовують кільцевий концентратор виконаний з трансформаторної сталі. В зазор концентратора поміщають МКМС. Перевищення струму через контрольований провідник понад встановлений поріг приводить до перемикання мікросхеми і спрацювання виконавчого пристрою. Перевагами таких релейних пристроїв є повна розв'язка керувальних і виконавчих кіл, висока швидкодія (десяті частки мікросекунди) і іскробезпека.
На основі МКМС можна виготовити зручні й надійні конструкції органів керування. Переміщення руків'я приладу, в основу якого вмонтований постійний магніт, до одного з крайніх положень приводить до перемикання відповідної мікросхеми і передачі відповідної команди.
Слід зазначити, що МКМС можна використати в багатьох випадках, в яких застосовують геркони. Проте в порівнянні з герконами магнітокеровані мікросхеми мають
- менші розміри,
- більшу механічну міцність і стійкістю,
- відсутність брязкоту контактів при перемиканні,
- в 10 разів більшу швидкодію та надійність.

Цікаві можливості надає застосування МКМС в дефектоскопії. Як приклад можна розглянути конструкцію головки для шукача обірваних проводів в канаті. Ці прилади дуже потрібні гірникам, будівникам експлуатаційникам канатних доріг, ліфтів і т. д. Принцип їхньої роботи ґрунтується на реєстрації магнітного поля розсіяння, що виникає навколо канату. Індукція поля розсіяння уздовж каната відносно невелика — близько 15 мТл. Тому чутливість головки підвищують введенням в систему магнітного концентратора. Він складається з двох кілець з скошеними всередину поверхнями, в зазорі між якими розміщені МКМС. Зазор визначається товщиною мікросхеми і повинен бути якомога меншим. Для установки концентратора на канаті концентруючі кільця виконують роз'ємними (з двох напівкілець кожне). Поле, що створюється магнітною системою намагнічує контрольовану ділянку каната між полюсами. За відсутності дефекту каната навкруги нього на цій ділянці з'являється рівномірне поле розсіяння. При переміщенні головки уздовж такого каната МКМС не перемикається. При обриві проводів у канаті виникає деформація магнітного поля розсіяння, яке мікросхема реєструє, і рівень напруги на її виході змінюється. Головку можна встановити на спрацьовування при обриві певного числа проволікав і на певну глибину їх. Від швидкості переміщення головки канатом її чутливість майже не залежить, що дозволяє перевіряти його в русі і зупиняти головку шукача на місці виявлення дефекту.
Основні переваги магнітокерованих мікросхем у порівнянні з іншими перетворювачами фізичних (неелектричних) величин: простота забезпечення практично ідеальних механічних, електричних теплових та інших видів розв'язки вимірювальних і керувальних кіл від об'єктів контролю, а також великий динамічний діапазон і можливість безпосереднього сполучення зі стандартними логічними вузлами.
Продукція промисловості — інтегральні логічні мікросхеми К1116КП1, К1116КП2, К1116КПЗ, К1116КП4, К1116КП7, К1116КП8, К1116КП9 і К1116КП10 є електронними ключами, керованими магнітним полем. Мікросхеми цієї серії є пристроями малого ступеня інтеграції, що містять в одному кремнієвому кристалі перетворювач магнітного поля та електронний пристрій підсилення й обробки сигналу. Перетворювачем магнітного поля служить інтегральний 4-електродний елемент Холла, принцип дії якого заснований на виникненні на двох подовжніх електродах ЕРС, прямо пропорційної добутку напруженості магнітного поля на струм, що протікає через поперечні електроди. Мікросхеми виготовляють за епіпланарною технологією і оформляють в 3-х 5-вивідному пластмасовому корпусі з жорсткими пласкими виводами.
За реакцією на дію зовнішнього магнітного поля мікросхеми підрозділяють на уніполярні, рівень напруги на виході яких залежить від значення індукції магнітного поля однієї полярності, і біполярні, рівень вихідної напруги яких залежить як від значення індукції, так і від знака (полярності) магнітного поля впливу.
Уніполярні мікросхеми К1116КП1,К1116КПЗ, К1116КП9, К1116КП10 мають прямий вихід, сигнал на якому у відсутність магнітного поля відповідає рівню логічної 1. При підвищенні індукції зовнішнього магнітного поля до значення В>Вспрац, відбувається перемикання мікросхеми і рівень сигналу на її виході стрибком змінюється до логічного нуля. Уніполярна мікросхема К1116КП2 має інверсний вихід, на якому рівень логічної 1 з'являється при впливі магнітного поля з індукцією. З підвищенням температури уніполярних мікросхем відбувається збільшення значення індукції спрацьовування / відпускання. З підвищенням температури біполярних мікросхем індукція спрацьовування відпускання зменшується. Температурний коефіцієнт зміни індукції спрацьовування й відпускання лежить у межах від 0,01 до 0,05 мТл/°С залежно від типу мікросхеми. Підвищена завадостійкість мікросхем забезпечена наявністю гістерезису (з індукцією 39 мТл) на характеристиці перемикання.
Мікросхеми серії К1116 розраховані на з'єднання з цифровими інтегральними мікросхемами видів РТЛ, ДТЛ, ТТЛ, ЕСЛ, ТЛЛ і структури КМОН.
Мікросхеми К1116КП1 і К1116КП2 мають по два синфазних виходи з відкритим колектором і стробуючий вхід. При подачі на цей вхід стробуючого імпульсу з рівнем 0, рівень вихідної напруги не залежатиме від дії зовнішнього магнітного поля, тобто буде реалізований функція «заборона» Якщо вхід стробу не використовують, його слід підімкнути до плюсової шини живлення.